# Esküdt ellenségek: Los Angeles
Az Esküdt ellenségek: Los Angeles (eredeti cím: Law & Order: LA) egy 2010 és 2011 között vetített amerikai sorozat, az Esküdt ellenségek című sorozat spin-offja. A műsor alkotója Dick Wolf, a műsor pedig a los angelesi rendőrség nyomozásait mutatja be, az anyasorozathoz hasonlóan a bírósági tárgyalásokkal együtt. A műsor szereplői közt megtalálható Skeet Ulrich, Corey Stoll, Rachel Ticotin, Regina Hall és Megan Boone.
A sorozatot az Amerikai Egyesült Államokban az NBC adta le 2010. szeptember 29. és 2011. július 11. között, Magyarországon a Viasat 3 mutatta be 2012. január 5-én, majd a TV2-vel felváltva mutatták be a részeket 2013. szeptember 2-ig.

## Cselekmény
A sorozat a Los Angeles-i rendőrkapitányság nyomozásait mutatja be különböző ügyekben. A kerületi ügyészből nyomozóvá vált Ricardo Morales és a további nyomozók eseteit nem csupán a nyomozás fázisában mutatják be, hanem az anyasorozathoz hasonlóan a bírósági tárgyalásokra is betekintést engednek.

## Szereplők
| Szereplő               | Színész         | Magyar hang     |
| ---------------------- | --------------- | --------------- |
| Tomas 'TJ' Jaruszalski | Corey Stoll     | Galambos Péter  |
| Arleen Gonzalez        | Rachel Ticotin  | Martin Márta    |
| Ricardo Morales        | Alfred Molina   | Várkonyi András |
| Jonah Dekker           | Terrence Howard | Várfi Sándor    |
| Rex Winters            | Skeet Ulrich    | Görög László    |
| Miwako Nishizawa       | Tamlyn Tomita   |                 |
| Evelyn Price           | Regina Hall     | Pikali Gerda    |
| Jerry Hardin           | Peter Coyote    | Szersén Gyula   |

## Epizódok
| Sor. | Év. | Cím                              | Rendező             | Író                                          | Premier                              | Nézettség    |
| ---- | --- | -------------------------------- | ------------------- | -------------------------------------------- | ------------------------------------ | ------------ |
| 1.   | 1.  | Hollywood (Hollywood)            | Allen Coulter       | Történet: Dick Wolf Tévéjáték: Blake Masters | 2010. szeptember 29. 2012. január 5. | 10,64 millió |
| 2.   | 2.  | Echo Park (Echo Park)            | Alex Chapple        | Peter Blauner                                | 2010. október 6. 2012. január 12.    | 8,26 millió  |
| 3.   | 3.  | Harbor City (Harbor City)        | Nick Gomez          | Judith McCreary                              | 2010. október 13. 2012. január 19.   | 7,26 millió  |
| 4.   | 4.  | Sylmar (Sylmar)                  | Constantine Makris  | Richard Sweren                               | 2010. október 20. 2012. január 26.   | 8,12 millió  |
| 5.   | 5.  | Pasadena (Pasadena)              | Roger Young         | Debra J. Fisher                              | 2010. november 3. 2012. február 2.   | 7,83 millió  |
| 6.   | 6.  | Olajfúró (Hondo Field)           | Ed Bianchi          | Michael S. Chernuchin                        | 2010. november 10. 2012. február 9.  | 6,80 millió  |
| 7.   | 7.  | Erőszak (Ballona Creek)          | Vincent Misiano     | Richard Sweren                               | 2010. november 17. 2012. február 16. | 7,84 millió  |
| 8.   | 8.  | Playa Vista (Playa Vista)        | Jean de Segonzac    | Julie Martin                                 | 2010. december 1. 2012. február 23.  | 9,15 millió  |
| 9.   | 9.  | Zuma kanyon (Zuma Canyon)        | Tom DiCillo         | Richard Sweren                               | 2011. április 11. 2012. március 1.   | 6,10 millió  |
| 10.  | 10. | Silver Lake (Silver Lake)        | Christopher Misiano | Peter Blauner                                | 2011. április 11. 2013. július 10.   | 6,10 millió  |
| 11.  | 11. | East Pasadena (East Pasadena)    | Christopher Misiano | Richard Sweren                               | 2011. április 18. 2013. augusztus 1. | 5,12 millió  |
| 12.  | 12. | Benedic kanyon (Benedict Canyon) | Alex Chapple        | Michael S. Chernuchin                        | 2011. április 25. 2013. július 30.   | 5,79 millió  |
| 13.  | 13. | Reseda (Reseda)                  | Alex Chapple        | David Matthews                               | 2011. május 2. 2013. július 17.      | 4,85 millió  |
| 14.  | 14. | Runyon kanyon (Runyon Canyon)    | Roger Young         | Michael S. Chernuchin                        | 2011. május 9. 2013. augusztus 26.   | 5,06 millió  |
| 15.  | 15. | Hayden Trtac (Hayden Tract)      | René Balcer         | René Balcer                                  | 2011. május 16. 2013. szeptember 2.  | 4,36 millió  |
| 16.  | 16. | Big Rock Mesa (Big Rock Mesa)    | Helen Shaver        | Julie Martin                                 | 2011. május 23. 2013. július 24.     | 5,91 millió  |
| 17.  | 17. | Angel's Knoll (Angel's Knoll)    | Vincent Misiano     | Peter Blauner                                | 2011. május 25. 2013. augusztus 13.  | 5,47 millió  |
| 18.  | 18. | Plummer Park (Plummer Park)      | Milan Cheylov       | René Balcer                                  | 2011. május 30. 2013. június 12.     | 6,59 millió  |
| 19.  | 19. | Carthay Circle (Carthay Circle)  | Rod Holcomb         | Debra J. Fisher                              | 2011. június 6. 2013. június 4.      | 6,35 millió  |
| 20.  | 20. | El Sereno (El Sereno)            | Jean de Segonzac    | Peter Blauner                                | 2011. június 20. 2013. június 18.    | 6,05 millió  |
| 21.  | 21. | Van Nuys (Van Nuys)              | Vincent Misiano     | Julie Martin                                 | 2011. június 27. 2013. június 25.    | 6,45 millió  |
| 22.  | 22. | Westwood (Westwood)              | Christine Moore     | Julie Martin                                 | 2011. július 11. 2013. május 28.     | 4,70 millió  |